# حرکت جوهری

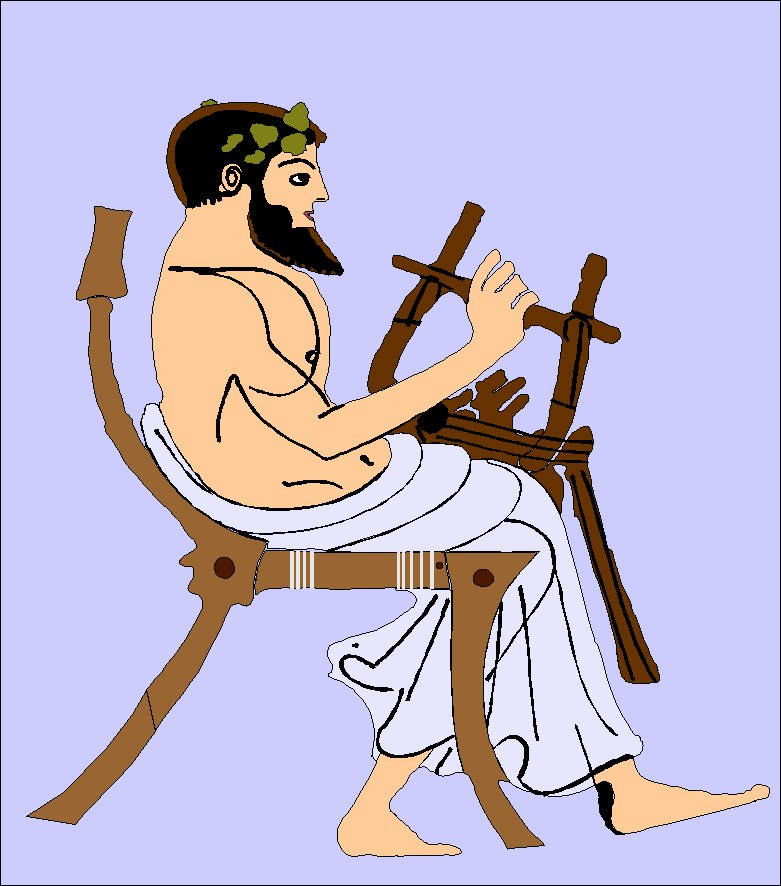
در مثال آورده شده، جوهر صندلی (حساس اما قابل فساد) از دو بخش تشکیل شده است: هم از ماده‌ای که از آن ساخته شده، در این مورد چوب، و هم از شکل (ماهیت) آن که باعث می‌شود همان چیزی باشد که هست، یعنی صندلی و نه میز.

حرکت جوهری مبحثی در فلسفه اسلامی است که آغازگر آن ملاصدرا بود. حرکت جوهری، حرکتی است که در ذات اشیاء (جوهر) روی می‌دهد. بدین ترتیب ملاصدرا عقیده داشت که در نظام عالم، خدا فیض وجود را ناشی می‌کند و جهان هر لحظه، در حال آفریده شدن است.

## جوهر
جَوْهَر، چیزی است که اگر باطل و زایل شود محمول آن هم یعنی آنچه که بر جوهر متّکی است باطل می‌شود، علّت نامیدن جوهر در اشیا برای ظاهر بودن آن در برابر حاسّه (شعور) است.
و البته انسان بودن عرض انسان بودن است.

## پیشینه
فلاسفه پیش از ملاصدرا، همچون ابن‌سینا نیز مانند ارسطو و فارابی حرکت را در مقوله جوهر جایز نمی‌دانستند. آن‌چه بیش از همه قدما را بر آن می‌داشت که حرکت در جوهر را انکار کنند، نیاز به موضوع ثابتی بود که باید در ضمن حرکت موجود باشد. برخی محققین معاصر معتقدند اگرچه این ملاصدرا بود که نظریه حرکت جوهری را به شکلی نظام مند عرضه کرد، اما پیشینه این نظر را باید در آرای عرفانی حکمای قدیم جست.

## ماهیت و وجود
ملاصدرا در مخالفت با استادش میرداماد که خود پیرو سهروردی بود، مدعی شد که «وجود» امری حقیقی است و ماهیت امری اعتباری. صدرا دربارهٔ حرکت نیز نظریه جدیدی عرضه کرد که به حرکت جوهری مشهور است. تا قبل از آن تمامی فلاسفه مسلمان معتقد به وجود حرکت در مقولات نه‌گانه عرض بودند و حرکت را در جوهر محال می‌دانستند. اما صدرا معتقد به حرکت در جوهر نیز بود و موفق شد چهار جریان فکری یعنی کلام، عرفان، فلسفه افلاطون و فلسفه ارسطو را در یک نقطه گرد آورد و نظام فلسفی جدید و مستقلی به وجود آورد.
طبق این نظریه، در جهان سکون و فساد وجود ندارد و فقط حرکت وجود دارد. اساس جهان هستی از جوهر تشکیل شده و اعراض اموری تابع و طفیلی هستند. ارسطو و ابن سینا، جوهر را ثابت پنداشته‌اند که گهگاه دچار تغییرات دفعی می‌شوند. حال آنکه در سراسر جهان ماده، ثبات وجود ندارد. جهان متحرک است، یک «شدن» و حرکت مداوم است. حرکت و متحرک عین یکدیگرند. تنها در اعراض است که متحرک و حرکت دوتا و جدا هستند. لکن در جوهر، متحرک و حرکت یکی است.

## حدوث و قدم عالم
با توجه به نظریه ملاصدرا، این بحث که قرن‌ها مورد بحث فلاسفه بود، شکل دیگری گرفت. افلاطون جهان را حادث و ارسطو آن را قدیم می‌دانست. صدرا می‌گوید که جهان حادث است، اما به این معنا که عین حدوث است. جهان حدوث دایم است. در فلسفه صدرا، علت، معلول را توضیح می‌دهد. ذهن و عین یکی نیستند و جریان عبور از مقدمه به نتیجه که در مورد ذهن صادق است، در مورد عین صادق نیست.
در واقع حرکت جوهری به این معنی است که جهان همیشه در حال نو شدن است و خلع و لبس می‌کند. یعنی در هر لحظه لباس خود را تغییر می‌دهد به نحوی که لباس جدید او تمام کمالات لباس قبلی را دارد. در حرکت جوهری این مسئله که هر لحظه جهان معدوم می‌شود و سپس به وجود می‌آید باطل است؛ زیرا ثابت شده‌است که خود جهان در زمان است، پس اگر قرار باشد که هر لحظه معدوم شود و سپس به وجود آید، باید دو لحظه موجود باشند که جدا از هم باشند، یعنی باید در زمان انقطاع باشد که این خود امری ناممکن است[زیرا هر لحظه خود به دو نیم لحظه قابل تقسیم است و سپس هر نیم لحظه خود به دو نیم دیگر تقسیم می‌شود و این تقسیمات تا بی‌نهایت ادامه دارند. پس دو لحظه که جدا از هم باشند و بینشان زمانی نباشد، وجود ندارد]. بنابراین جهان هر لحظه نو می‌شود که دقیقاً مطابق با این دعا است که می‌فرماید: «یا دایم الفضل علی البریه» یعنی «ای کسی که بر مخلوقات خود به‌طور دایم فضل و رحمت داری» یعنی در فضل خداوند انقطاع نیست، پس جهان هم معدوم نمی‌شود و بعد به وجود آید- بلکه هر لحظه نو به نو می‌شود.

## حرکت
صدرا و پیروان او معتقدند که جهان یکپارچه حرکت است و ثبات وجود ندارد. در جهان یک کل وجود دارد و آن جریان علت و معلول است. یک شیء، شیء نیست؛ جریان است. این تضاد است که از حرکت ناشی شده و نه حرکت از تضاد. پس تضاد نمی‌تواند علت حرکت باشد. زیرا جوانه زدن یک ضد درون ضد دیگر، خود نوعی حرکت است و بنابراین قانون حرکت شامل او نیز می‌شود. تضاد معلول حرکت است و به نوبه خود علت حرکت هاست، اما فقط به عنوان محرک. به همین دلیل، باید به جستجوی محرک برخاست و این محرک همان خداوند است.

## مآخذ حرکت جوهری
ملاصدرا منابع خود را در رسیدن به این موضوع چنین معرفی کرده‌است:
- قرآن و حدیث
- اثولوجیا (اثر افلوطین)
- گفتارهای زنون
- گفتارهای محی الدین عربی